# Háifoss
La Háifoss est une cascade d'Islande située à proximité du volcan Hekla, dans le sud du pays. La rivière Fossá, un affluent de la Þjórsá, tombe d'une hauteur de 122 mètres, faisant de cette cascade la deuxième plus haute d'Islande. À côté de Háifoss se trouve Granni, une cascade plus petite, mais encore impressionnante, due à la séparation de la rivière en deux avant sa chute.
On peut rejoindre cette cascade en longeant la Fossá depuis la ferme historique Stöng, qui avait été détruite par une éruption d'Hekla au Moyen Âge et reconstruite ensuite (cinq à six heures aller-retour à pieds). Il y a aussi un parking plus en amont de la chute, de sorte qu'on peut marcher vers la chute des deux directions.